# Cal Ganxo (Valls)
Cal Ganxo és una casa de Valls (Alt Camp) protegida com a Bé Cultural d'Interès Local.

## Descripció
Cal Ganxo està situada en el petit nucli de Masmolets i dona a dos carrers, al carrer de l'Església (antic camí de Fontscaldes encara empedrat en alguns trams) i al carrer de Sant Roc. Té la tipologia pròpia de casa rural agrupada i és probablement originària d'època medieval com tot el nucli de Masmolets, tot i que el seu aspecte és de casa pairal del segle XVII-XVIII amb modificacions del XIX.
La façana principal, presenta un elevat ús de la pedra, la composició és aproximadament simètrica. Destaca la barbacana i l'entrada principal amb brancals de carreus i arc rebaixat amb llinda de pedra; també les reixes i elements de forja, i els pedrissos exteriors. Els carreus es repeteixen al límit de l'edificació. Pel que fa a la façana al carrer Sant Roc, en destaca també la porta d'accés, una mena d'antiga fornícula de composició clàssica amb pilastres i frontó, les obertures d'arc de mig punt de la planta primera i els carreus dels límits de l'edificació.